# Викинги: Вальхалла
«Викинги: Вальхалла» (англ. Vikings: Valhalla) — американский телесериал в жанре исторической драмы, спин-офф телесериала «Викинги». Главный сценарист — Джеб Стюарт. Действие происходит спустя примерно один век после событий, завершавших сериал «Викинги». В сериале показаны истории таких исторических персонажей как Лейф Эрикссон, Фрейдис Эриксдоттир, Харальд III Суровый и Вильгельм I Завоеватель. Премьера сериала состоялась 25 февраля 2022 года. Премьера второго сезона состоялась 12 января 2023 года. Премьера третьего финального сезона состоялась 11 июля 2024 года.

## Сюжет
Действие начинается спустя 100 лет после событий оригинального сериала во времена заката эпохи викингов. После гибели короля Англии Эдуарда Мученика (978) власть захватывает его нерешительный и беспринципный младший брат Этельред II Неразумный, который, будучи неспособным отражать набеги викингов, в ноябре 1002 года санкционирует резню всех проживавших на острове данов на день Святого Брайса, включая тех, которые находились у него на службе.
В ответ на это норвежские и датские викинги во главе с Кнудом Великим собирают армию для вторжения в Англию, пригласив в качестве союзника коварного и честолюбивого ярла Олафа, рядящегося в маску поборника христианства. Внешнеполитическая ситуация ещё более обостряется, когда на английскую корону выдвигают претензии герцог Нормандии и король Норвегии, которые также готовятся к вторжению. Тем временем, готовящийся отразить вторжение король Этельред умирает и на престоле его сменяет более решительный юный сын и наследник Эдмунд Железнобокий.
Викинг Лейф Эрикссон, родившийся в Исландии и выросший в Гренландии, на корабле пересекает Атлантический океан. Он верен своей семье и вере предков, но у него сложные отношения с отцом, известным берсерком Эриком Рыжим, изгнанным из Исландии за убийство. Его сводная сестра Фрейдис Эриксдоттир — отважная воительница, в юности обесчещенная викингом-христианином, которого она разыскивает, чтобы отомстить. Она яростно борется с христианством, пытаясь защитить традиционную веру и найти «новый дом» для земляков-гренландцев. На торжественном пиру, посвящённом отправлению в поход, ей удаётся осуществить свой замысел, после чего её приговаривают к смерти. Однако справедливая правительница Каттегата Эстрид, вдова ярла Хакона, при поддержке дальновидного Кнуда, берёт с неё в качестве виры брата Лейфа — опытного мореплавателя и воина, которому против своей воли предстоит теперь принять участие в военной экспедиции против Англии.
Она влюблена в сводного брата Олафа — Харальда Сигурдссона, знатного викинга-христианина, выжившего после резни, устроенной королём Этельредом II. Он присоединяется к войску короля Харальда III Сурового для того, чтобы отомстить за резню. Совершив в походе на Лондон немало воинских подвигов, Харальд получает от Кнуда обещание стать конунгом Норвегии, встав таким образом на пути Олафа. Отважный и рассудительный Лейф, потеряв в сражениях почти всех своих земляков и друзей, также удостаивается от викингов всеобщей похвалы и, сверх того, искупает вину сестры.
Казнив амбициозного элдормена Мерсии Эдрика Стреону, предавшего короля Эдмунда, Кнуд объявляет последнего своим соправителем, приняв решение стать новым английским королём. Он вступает в союз со вдовой Этельреда Эммой Нормандской, проигнорировав то, что на родине его ждёт законная супруга Эльфгифу. Чтобы заручиться поддержкой со стороны англосаксонской знати, он приближает к себе коварного интригана — эрла Годвина Уэссекского, ведущего собственную игру.
Тем временем Фрейдис, совершив в отсутствие брата и возлюбленного паломничество в языческое святилище в Уппсале, переживает близ неё нападение отряда воинов-христиан во главе с фанатиком-убийцей ярлом Корэ. Вернувшись ко двору Эстрид, она проходит обучение в её дружине воительниц, а по возвращении Лейфа и Харальда принимает вместе с ними участие в защите Каттегата от сильного войска викингов. Однако, едва захвативший город Олаф начинает праздновать победу, на горизонте появляется мощный флот сурового отца Кнуда — датского короля Свена Вилобородого…

## В ролях

### Главные роли
| Сэм Корлетт                   | Лейф Эрикссон             | 8 | 8 | 8 | 24 |
| Фрида Густавссон              | Фрейдис Эриксдоттир       | 7 | 8 | 8 | 23 |
| Лео Сутер                     | Харальд Сигурдссон        | 8 | 8 | 8 | 24 |
| Брэдли Фригард                | король Кнуд Великий       | 6 | 2 | 8 | 16 |
| Йоуханнес Хёйкюр Йоуханнессон | Олаф «Святой» Харальдссон | 8 | 6 |   | 14 |
| Кэролайн Хендерсон            | ярл Эстрид Хакон          | 6 |   |   | 6  |
| Лаура Берлин                  | Эмма Нормандская          | 7 | 7 | 8 | 22 |
| Дэвид Оукс                    | эрл Годвин                | 7 | 7 | 8 | 22 |
| Всего эпизодов                | Всего эпизодов            | 8 | 8 | 8 | 24 |

### Роли второго плана
- Луиза Рихтер — Лив (сезон 1-2)
- Гэван О’Коннор — Ньял (сезон 1)
- Эдвард Франклин — Скарде (сезон 1)
- Сэм Стаффорд — Ульф (сезон 1)
- Альфрун Лауфейярдоттир — Ирса (сезон 1)
- Джек Малларки — Токи (сезон 1)
- Кеннет М Кристенсен — ярл Нори (сезон 1)
- Асбьёрн Крог Ниссен — ярл Корэ (сезон 1)
- Джулиан Сигер — ярл Горм (сезон 1)
- Джеймс Балланже — Халльбьёрн (сезон 1-2)
- Марчин Дорочиньский — Ярослав Мудрый (сезон 2-3)
- Кристофер Рай — Агнарр
- Яакко Охтонен — Джохан (сезон 1)
- Роберт Маккормак — Томас (сезон 1)
- Поллианна Макинтош — королева Эльфгифу Датская
- Джон Кавана — Провидец
- Пяэру Ойя — Арн Гормссон (сезон 1)
- Луис Дэвисон — принц Эдмунд (сезон 1)
- Гэвин Дреа — Эдрик Стреона (сезон 1)
- Аннабель Манденг — Альтера (сезон 1)
- Сёрен Пильмарк — Свен I Вилобородый
- Боско Хоган — Этельред II Неразумный (сезон 1)
- Ивонн Мэй — Мерин (сезон 1)
- Брэдли Джеймс — Харекр (сезон 2)
- Мария Гивер — Эльфвина (2 сезон)
- Хенесси Шмидт — Гита (2 сезон)
- Камилла Хаят — Марьям (2 сезон)
- Кайоде Акиниеми — Кайсар (2 сезон)
- Толга Сафер — Куря (2 сезон)
- Стивен Брэнд — князь Витамир (2 сезон)
- Софья Лебедева — Елена (2-3 сезоны)
- Тейлор Джеймс — Бату (2 сезон)
- Дэн Пул — Багги (2 сезон)
- Николай Кински — император Роман (2-3 сезоны)
- Флориан Мунтяну — Георгий Маниак (3 сезон)
- Горан Вишнич — Эрик Рыжий (3 сезон)
- Йоаким Наттерквист — Биркир (3 сезон)
- Леандер Вайви — Стигр (3 сезон)
- Пюрю Кяхкёнен — Гарольд Заячья Лапа (3 сезон)
- Сет Сьёстранд — Магнус Добрый (3 сезон)
- Якоб Фемерлинг Андерсен — Свен Кнутссон (3 сезон)
- Екатерина Братчина — королева Катла (3 сезон)

## Эпизоды
| Сезон | Серии | Серии | Даты показа     | Даты показа     |
| ----- | ----- | ----- | --------------- | --------------- |
| 1     | 8     | 8     | 25 февраля 2022 | 25 февраля 2022 |
| 2     | 8     | 8     | 12 января 2023  | 12 января 2023  |
| 3     | 8     | 8     | 11 июля 2024    | 11 июля 2024    |

### Сезон 1 (2022)
| № | Название                                                | Режиссёр          | Автор сценария     | Дата премьеры   |
| --- | ------------------------------------------------------- | ----------------- | ------------------ | --------------- |
| 1 | «Гренландцы» «The Greenlanders»                         | Нильс Арден Оплев | Джеб Стюарт        | 25 февраля 2022 |
| Англия, 1002 год. Англосаксонский король Этельред Нерешительный радикально решил проблему засилья викингов в своих землях, устроив их резню на День Святого Брайса. Наследник норвежского престола Харальд, успевший уплыть на родину накануне кровопролития, присоединяется к конунгу Кнуду Датскому, собирающему армию возмездия. Тем временем из Гренландии в Каттегат прибывает корабль опытного морехода Лейфа Эрикссона, сестра которого Фрейдис разыскивает викинга-христианина, обесчестившего её в юности. Вскоре подходят драккары ярлов Олафа Харальдсона и Гуннара Магнуссона, а затем отряды прочих правителей. Неожиданно Фрейдис узнаёт в своего обидчика в Гуннаре — брате Олафа, но месть приходится отложить, поскольку силы последнего слишком велики и к насильнику не подобраться. Кнуд собирает скандинавскую знать, призывая её к походу во имя мести. Амбициозный Олаф предлагает ему насильно крестить перед походом всех викингов-язычников, но дальновидный Кнуд отказывает ему до поры до времени. Перед выходом в море, армия викингов останавливается в Каттегате, где её радушно принимает вдова ярла Хакона — Эстрид. Проникнув со своим братом в пиршественный зал, Фрейдис убивает Гуннара, после чего её с Лейфом отправляют в темницу. |                                                         |                   |                    |                 |
| 2 | «Викинг» «Viking»                                       | Стив Сент Леджер  | Джеб Стюарт        | 25 февраля 2022 |
| Перед правительницей Каттегата Эстрид встаёт дилемма. Согласно языческим законам, Фрейдис действовала в своём праве, по христианским же ей полагается смерть, тем более что убитый Гуннар обладал важными сведениями о лондонских укреплениях. К тому же у обесчещенной Фрейдис нет свидетелей. Поэтому Эстрид соглашается на предложение Харальда в качестве виры за убийство отправить в поход на Англию Лейфа — опытного воина и корабельщика, дабы он искупил долг сестры. В Лондоне престарелый Этельред, узнав о приготовлениях норманнов, слёг от переживаний. Юный принц Эдмунд и его советник Годвин просят помощи у влиятельного элдормена Мерсии Эдрика Стреоны, и тот, претендующий на корону Англии, даёт им своё притворное согласие. Дальновидная королева Эмма Нормандская справедливо предполагает, что армия викингов пойдёт на столицу с юга, сначала через болота, а затем по мосту, и распоряжается укрепить его. Во время морского перехода на корабле Лейфа вспыхивает кровавая ссора между христианами и язычниками, но гренландец сурово расправляется с её зачинщиком, прибыв к английским берегам первым. В Каттегате Эстрид отправляет Фрейдис в паломничество в главное языческое капище Скандинавии — Уппсалу. |                                                         |                   |                    |                 |
| 3 | «Болота» «The Marshes»                                  | Стив Сент Леджер  | Ванесса Александер | 25 февраля 2022 |
| Высадившись в Кенте, войско викингов устраивает привычную резню. Этельред умирает в Лондоне, и молодой Эдмунд, несмотря на уговоры матери и Годвина, считающих, что он не готов к власти и, будучи правителем, станет для захватчиков главной целью, поддаётся на призывы эрлов и коронуется. Как и ожидалось, армия Кнуда подходит к столице с юга, со стороны болот. При попытке разведать тропы через последние, разведчики во главе с Харальдом попадают в засаду, а Лейф получает ранение. Упав в траву без сознания, он видит чудесный сон, в котором к нему подходит девочка-христианка, дающая ему амулет-оберег в виде деревянного крестика. Харальдсон находит и спасает Лейфа, после чего оба тайком присоединяются к колонне беженцев и осматривают вблизи укреплённый мост и заставы у него. В Норвегии по дороге в Уппсалу на отряд паломников во главе с Фрейдис нападает огромный берсерк-христианин, перебивший всех её товарищей. С огромным трудом Фрейдис удаётся задушить убийцу шнуром, после чего она доставляет раненую подругу Ирсу в ближайшее селение к знахарке. Последняя обещает позаботиться об Ирсе, указав Фрейдис короткую дорогу на Уппсалу. Но за девушками по кровавому следу отправляется в погоню фанатичный ярл-христианин Корэ. |                                                         |                   |                    |                 |
| 4 | «Мост» «The Bridge»                                     | Стив Сент Леджер  | Деклан Кроган      | 25 февраля 2022 |
| Кнуд атакует англосаксов согласно плану Лейфа. Пробившись через болота, викинги подходят к мосту, где встречают войско Эдмунда. Играя на честолюбии юного короля, Кнуд провоцирует его на атаку, выманив его через мост на южный берег реки. Тем временем подобравшаяся ночью к мосту кучка гренландцев во главе с Лейфом с помощью луков и стрел перекидывает на вошедшие в Темзу драккары Олафа прочные канаты, привязав их к подрубленным ими опорам. Внезапно рухнувший мост отрезает Эдмунда от крепостных стен, а зашедший к норманнам в тыл Эдрик Стреона не желает рисковать своими людьми и уходит, предав своего короля. Англосаксонское войско терпит поражение, но и викингам победа даётся немалой ценой. В частности, Лейф теряет всех своих земляков, а его возлюбленная Лив получает тяжёлые раны. |                                                         |                   |                    |                 |
| 5 | «Чудо» «Miracle»                                        | Ханна Куинн       | Йоун Макнами       | 25 февраля 2022 |
| Викинги врываются в англосаксонскую столицу, убивая и грабя её жителей. Но Кнуд оставляет Эдмунду жизнь, неожиданно объявив себя его соправителем. Хитрый Олаф похищает и прячет во дворце Эмму Нормандскую, взяв в заложники её малолетних детей с целью местонахождения королевских сокровищ. Возмущённому Харальду Кнуд решительно запрещает убивать Эдмунда, пообещав за это трон Норвегии и доверительно сообщив, что Олаф собирается посадить туда вместо него своего сына Магнуса, прижитого от наложницы-мерсийки Эльфгифу. Харальд находит и освобождает королеву, беспокоящуюся о судьбе своих детей, и отводит её к Кнуду, который распоряжается отыскать её сыновей. Харальд уговаривает схваченного Годвина перейти к викингам на службу, и тот, претерпевший от покойного короля Этельреда немало обид, соглашается ему помочь. Переодевшись в монашескую рясу, Годвин находит спрятанных на болоте детей Эммы и, умертвив приставленную к ним Олафом охрану, освобождает мальчиков. Кнуд навещает Эмму, проникаясь к ней тёплыми чувствами и передаёт ей спасённых сыновей. На торжественном пиру Кнуд провозглашает себя новым королём Англии, казнив явившегося на него Эдрика Стреону, предложившего на место соправителя молодого Эдмунда самого себя. Униженный Олаф получает вместо королевских сокровищ лишь малую из часть. Выплативший долг за сестру Лейф удостаивается всеобщей похвалы, после чего со своей возлюбленной Лив, чудом выжившей после ранений, принимает решение остаться в Норвегии и не возвращаться домой. В Уппсале Фрейдис проходит в храме обряд посвящения, во время которого видит во сне покойного Провидца Каттегата, узнав от него о своём предназначении. |                                                         |                   |                    |                 |
| 6 | «Последняя дочь Уппсалы» «The Last Daughter of Uppsala» | Ханна Куинн       | Ванесса Александер | 25 февраля 2022 |
| Олаф и Харальд возвращаются на кораблях в Норвегию, взяв с собой Лейфа с Лив и большинство остальных викингов. Дальновидный Кнуд объявляет Эмму своим ближайшим советником, та же, в свою очередь, предлагает ему ввести в стране справедливое налогообложение. Английские эрлы нехотя соглашаются присягнуть датчанину Кнуду, юному Эдмунду же Годвин советует смириться со своей участью, поскольку верность подданных зиждется лишь на военной силе победителя. Предводитель фанатиков-христиан Корэ находит и убивает раненую Ирсу, разорив селение язычников. Вернувшаяся туда из Уппсалы Фрейдис настигает его отряд, но Корэ окружает её в лесу, заметив в её руки полученный в Уппсале священный меч. Фрейдис рассказывает ему о своём вещем сне и разговоре с Провидцем, которого ярл-убийца почему-то побаивается. Оставив Фрейдис жизнь, Корэ обещает найти и умертвить её в Каттегате, куда намеревается вскоре явиться с сильным войском, о чём она должна незамедлительно сообщить Эстрид. Вслед за тем он отправляется в ненавистную Уппсалу, которую собирается уничтожить. В Каттегате Эстрид, узнав о случившемся с Фрейдис, приказывает своей дружине воительниц воспитать из девушки опытного бойца, а затем готовить город к обороне. Харальд ищет союза с ней против Олафа, чтобы получить власть в Норвегии. Тем временем коварный Олаф приплывает в Данию, где, в свою очередь, сообщает Эльфгифу об измене Кнуда и намерении его жениться на Эмме. |                                                         |                   |                    |                 |
| 7 | «Выбор» «Choices»                                       | Дейвид Фрейзи     | Деклан Кроган      | 25 февраля 2022 |
| Кнуд срочно отбывает в Данию на войну со славянами-вендами, оставив вместо себя правителем отца Свена Вилобородого. Последний одобряет налоговые нововведения сына, но обязывает платить подати всех, невзирая на прежние заслуги и привилегии. Возмутившийся против этого элдормен Уэссекса Сигиферт лишается жизни, после чего его земли и титул передаются Годвину. Последний, с целью укрепить новую власть и собственное положение, коварно убивает Эдмунда во время конной прогулки. Невзирая на то, что этим он узаконил на престоле жену Кнуда Эмму, последняя осматривает тело юного короля, заметив смертельную рану и затаив месть. Неожиданно появляется Эльфгифу, заявившая свои права на трон. Выясняется, что она увела из Дании военный флот своего супруга. Эльфгифу угрожает заключить с Олафом союз, если её не сделают правительницей владений Кнуда. В Норвегии Корэ разоряет и сжигает Уппсалу, перебив жрецов и служителей, после чего подступает к стенам Каттегата, пообещав после победы передать город объединившемуся с ним Олафу, который торжестенно обещает ему построить там «великий храм до небес». |                                                         |                   |                    |                 |
| 8 | «Конец начала» «The End of the Beginning»               | Дейвид Фрейзи     | Йоун Макнами       | 25 февраля 2022 |
| Свен притворно уступает требованиям амбициозной невестки, формально расторгнув новый брак сына и отправив Эмму якобы на её родину в Нормандию. На самом же деле он распоряжается спрятать последнюю и любой ценой отыскать датские корабли. Торжествующая Эльфгифу отправляется в родную Мерсию, чтобы убедить тамошнюю знать подчиниться Кнуду. Однако, вернувшись в Лондон, она вновь обнаруживает на троне свою счастливую соперницу. С помощью Годвина Свену удаётся отыскать датский флот, после чего он спешно отправляется в море, узнав о намерения Олафа захватить Норвегию. Последний предлагает Корэ нанести главный удар по Каттегату с моря во время особо сильного прилива. Харальд для вида перебегает на сторону брата, проведя с ним безуспешные переговоры с осаждёнными, во время который тайком передаёт им планы врагов. Начинается штурм, во время которого хитрый Олаф отводит свои силы, возложив главную нагрузку на войско Корэ. Эстрид смертельно ранят на стене стрелой, и Фрейдис уносит её в дом правителя. Осаждающие врываются в Каттегат, и Лейф с Лив отважно сражаются с ними, но появившийся Олаф наносит невесте гренландца смертельную рану. Выясняется, что коварный ярл просто выжидал, когда воины Корэ и Эстрид ослабят друг друга, чтобы по трупам войти в город победителем. Тяжело ранен и присоединившийся к защитникам Харальд. Корэ вламывается в главный зал, где Фрейдис ухаживает за умирающей Эстрид, и в тяжёлой схватке девушке удаётся сразить, наконец, фанатика. В главном зале торжествующий Олаф собирается уже провозгласить себя конунгом Норвагии, но с моря раздаётся трубный сигнал. Прибывает Свен Вилобородый с многочисленным датским флотом, и испуганные воины Олафа разбегаются. Ворвавшаяся в Каттегат армия Свена застаёт на улицах последнего защитника — потерявшего невесту безутешного Лейфа… |                                                         |                   |                    |                 |

### Сезон 2 (2023)
| № общий | № в сезоне | Название                                     | Режиссёр        | Автор сценария     | Дата премьеры  |
| --- | ---------- | -------------------------------------------- | --------------- | ------------------ | -------------- |
| 9 | 1          | «Паутина судьбы» «The Web of Fate»           | Киаран Доннелли | Джеб Стюарт        | 12 января 2023 |
| Обезумевший от смерти Лив Лейф Эрикссон покидает Каттегат и разыскивает Олафа, чтобы отомстить. Но, добравшись до лагеря ярла, он находит там лишь умирающего воина, сообщившего ему, что Олаф уже пленён датским конунгом. В Каттегате Свен Вилобородый сажает Олафа в клетку, но, к большому разочарованию местных жителей, вместо казни назначает его защитником и наставником своего юного наследника, пообещав за службу норвежский трон его сыну. Тот соглашается и первым делом объявляет награду за головы Харальда и Фрейдис. Лейф, вернувшийся в Каттегат отомстить за погибшую при штурме Лив, спасает их от охотников за головами, после чего троица присоединяется к бондам-язычникам, бегущим от наступающего христианства на южнобалтийское побережье к йомсвикингам. Там их пути расходятся: девушка отправляется в Новую Уппсалу, а мужчины — в Хольмгард (Новгород), к князю русов Ярицлейву (Ярославу Мудрому). Годвин, спасший Эмму от покушения, выясняет у пойманного исполнителя настоящее имя заказчика, известного под прозвищем Медведь. |            |                                              |                 |                    |                |
| 10 | 2          | «Столпы веры» «Towers of Faith»              | Киаран Доннелли | Деклан Кроган      | 12 января 2023 |
| Осторожный конунг Хольмгарда Ярицлейв отказывает своему родственнику в военной помощи. Харальд решается собрать войско самому, но для этого нуждается в деньгах. Безуспешно попытавшись заработать их подпольными боями, он соглашается на щедрое предложение чудского князя Витамира доставить его с грузом в Константинополь сквозь заставы печенегов на Днепре. На полученный щедрый задаток Харальд закупается мехами, чтобы выгодно перепродать их в Византии. Тем временем тоскующий по любимой Лейф наведывается в опиумную курильню. Накурившись там опиума, он едва не замерзает на морозе, но его подбирает и выхаживает учёная мусульманка Марьам. Фрейдис становится в Йомсборге жрицей храма, после чего вождь йомсвикингов Харекр накануне своего отправления в новый морской поход торжественно объявляет жителям о её беременности. В Лондоне неизвестными перебита тюремная стража и пойманный Годвином наёмный убийца, после чего эрл распоряжается усилить охрану в городе. |            |                                              |                 |                    |                |
| 11 | 3          | «Частицы богов» «Pieces of the Gods»         | Моника Митчелл  | Ванесса Александер | 12 января 2023 |
| Харальд решается выступить зимой, чтобы пройти мимо сидящих на днепровских порогах печенегов в половодье, для чего сначала нанимаем ладью работорговца Гестера, а затем ставит её на огромные полозья, подобно саням. В команду он набирает своих бывших противников по боям без правил — бламадра (африканца) Кайсара и его напарника, тюрка Бату. По их совету он освобождает из новгородской темницы слепого проводника-печенега Курю, помнящего речной путь наизусть. Лейф, в оплату за книжное обучение, берёт с собой в попутчики Марьам, страдающую лёгочным заболеванием, излечить которой способны лишь византийские лекари, а Витамир — мальчика-раба. Тем временем в Йомсборге Фрейдис с неудовольствием замечает, что йомсвикинги обращаются со спасёнными скандинавами-язычниками не как с равными, используя их для тяжёлых работ. Во время своих тренировок она примечает подающую надежды юную Хрефну, ловко упражняющуюся с палкой вместо меча. Её приходит на ум взять сиротку в ученицы, но Йордорн противится, поскольку законы Йомсборга не дозволяют носить оружие чужакам. Девочке приходится пройти инициацию, отправившись к лесным могилам предков йомсвикингов, где её ранит в ногу огромный кабан. Обеспокоенная отсутствием Хрефны Фрейдис вовремя приходит к ней помощь, и, невзирая на своё положение, ловко закалывает зверя копьём. В Лондоне Эмма с неудовольствием замечает, что её фрейлина Эльфвина, ставшая за это время возлюбленной Годвина, узнаёт в вывешенном на всеобщее обозрение теле убийцы своего родственника. |            |                                              |                 |                    |                |
| 12 | 4          | «Оттепель» «The Thaw»                        | Моника Митчелл  | Йоун Макнейми      | 12 января 2023 |
| Олаф узнаёт, что Харальд скрывается на Руси у Ярослава и приказывает Свену готовиться в поход. Последний подозревает свою мать Эльфгифу в связи с норвежским ярлом. Путешественники в Константинополь с неудовольствием наблюдают, как жестоко обращается со своими рабынями Гестер, но, до поры до времени, не желают ссориться с владельцем судна. Внезапно на Волхове начинается ледоход, и образовавшейся полынье тонет князь Витамир. Бросившемуся на помощь Харальду удаётся спасти лишь его юного спутника, оказавшегося его переодетой дочерью Еленой. Искусному моряку Лейву удаётся спасти ладью, вовремя спустив её на воду с полозьев, а Харальд обещает Елене доставить в Константинополь груз её отца. В Лондоне заподозрившая измену во дворце Эмма строго допрашивает Эльфвину, узнав, что казнённый убийца является её сводным братом. Но влюблённая в Годвина девушка наотрез отказывается дать против него показания. Невзирая на обещание эрла доказать невиновность своей наречённой, Эмма подвергает Эльфвину жестоким пыткам, с целью выяснить, не замешан ли в заговоре советник-интриган. Во время истязаний Эльфвина не сообщает королеве ничего ценного и, в конце концов, отдаёт богу душу. Разгневанный Годвин угрожает Эмме, что не забудет ей смерть невесты. Вернувшийся из очередного рейда ярл Йомсборга Харекр обнаруживает, что привезённые им из Норвегии язычники сошлись с местными йомсвикингами и уже совместно приносят богам жертвы. Это противоречит его целям использовать чужаков в качестве рабов «избранного» народа воинов, и для наведения порядка он устраивает на капище безжалостную резню. Беременная Фрейдис как организатор неугодного торжества оказывается под арестом в храме Йомсборга. |            |                                              |                 |                    |                |
| 13 | 5          | «Рождение и возрождение» «Birth and Rebirth» | Йан Мэттис      | Нилл Куинан        | 12 января 2023 |
| Сразу же после родов Харекр забирает младенца у Фрейдис, объявив его «избранным сыном Йорборга», после чего приказывает Йордорну убить опальную жрицу. Тот же пытается вывезти из города Фрейдис с сыном, но за околицей его хватают люди Харекра, которые находят, однако, в повозке одного лишь ребёнка. Разгневанный Харекр приказывает своим подручным обыскать весь лес в поисках Фрейдис, но Хрефна ведёт их по ложному следу, а её мать подбирает и выхаживает раненую жрицу. На Днепре у ладьи путешественников в Константинополь ломается руль, и Харальд с Лейфом отправляются для его починки в крепость Кодак, которую находят разорённой и обезлюдевшей. С помощью найденного Лейфом кузнечного горна они пытаются самостоятельно отковать железную деталь для руля. В их отсутствие у ладьи является варяг Багги, сообщивший её команде, что печенеги ушли в поход к Волге, а их лоцман Куря — на самом деле брат их хана, за которого назначена большая награда. Получив прохладный приём, варяг уходит за подмогой, и заподозрившие неладное путешественники начинают готовиться к обороне. Они притворно-радушно встречают Багги с его ватагой вином и женским обществом, но хитрый викинг вовремя соображает, что это засада, и бросается в бой. В завязавшейся стычке команде путешественников приходится туго, и от смерти их спасают лишь вовремя вернувшиеся Харальд с Лейфом. После схватки рабыням же, наконец, удаётся избавиться от своего ненавистного хозяина Гестера. |            |                                              |                 |                    |                |
| 14 | 6          | «Шаг веры» «Leap of Faith»                   | Йан Мэттис      | Нилл Куинан        | 12 января 2023 |
| Харекр обвиняет приёмного сына Йордорна в убийстве Фрейдис, предъявив в качестве доказательства предъявляет его нож и окровавленное платье жрицы с покрывалом. Старейшины приговаривают юношу к отсечению ладони и изгнанию. Но Фрейдис, едва выздоровев, является в Йомсборг и требует вернуть ей ребёнка, вызвав Харекра на поединок. Предводитель йомсвикингов едва не одерживает верх над ослабевшей жрицей, но народ неожиданно встаёт на её сторону и забивает камнями зарвавшегося вождя. В Англии Эмма с Агнарром едут в Сассекс, где находят трактирщицу, которая сообщает, что Джон Флетчер, именуемый Медведем, являлся бывшим дружинником и опекуном эрла Годвина. Но вернувшийся, наконец, с победой Кнуд не верит в виновность своего советника и, в качестве компенсации, обручает его со своей племянницей Гитой, близкой подругой покойной Эльфвины. При подходе к днепровским порогам выясняется, что Багги солгал путешественникам, и печенеги никуда не уходили. Чтобы пройти мимо степняков через пороги, приходится облегчить судно, избавившись от груза мехов и даже мачты. Разыскивающие Харальда Олаф с Магнусом прибывают в Новгород к Ярославу, который приглашает их на охоту. |            |                                              |                 |                    |                |
| 15 | 7          | «Печенеги» «Pecheneg»                        | Эмер Конрой     | Ванесса Александер | 12 января 2023 |
| Путешественникам удаётся миновать днепровские пороги, но корабль садится на мель, одна из рабынь тонет, а остальных раскидывает вдоль речной отмели. Внезапно появившиеся печенеги берут в плен Харальда и уводят его с места крушения. Лейф с Курей, собрав выживших, отправляются за ним в стан степняков, но попадают там в плен. Предводитель печенегов подвергает Харальда и Лейфа жестоким пыткам. Шедшим по пятам за последним Елене с рабынями удаётся поджечь кибитки стрелами и разогнать печенежских лошадей, а после освободить пленников. Вслед за этим Лейф убивает жестокого вождя, но появившийся в лагере хан печенегов пускается за ними в погоню. Пока ладью снимают с мели, лоцману Куре ценой собственной жизни удаётся задержать преследователей и отравить ядом коварного брата, отомстив за смерть жены. В Уппсале Фрейдис обретает сына и торжественно открывает ворота для всех язычников-переселенцев, уравняв их в правах с йомсвикингами. Покинувший гостеприимный Новгород Олаф намеревается найти и уничтожить последнее гнездо язычества — Йомсборг. На своё счастье, он встречает в море лодку с полуживым Йордорном. |            |                                              |                 |                    |                |
| 16 | 8          | «Расплата» «The Reckoning»                   | Эмер Конрой     | Деклан Кроган      | 12 января 2023 |
| Ослабевшая в пути от болезни и лишений Марьям умирает на руинах Ольвии, завещав Лейфу свой дом и имущество в Константинополе. Олафу удаётся склонить на свою сторону жаждущего мести Йордорна, который не знает, что Харекра нет в живых. На стоянку путешественников в Ольвии прибывает император Роман, чтобы забрать истинное сокровище Витамира — будущую императрицу Елену. Увлёкшийся последней Харальд получает от базилевса приглашение в византийскую столицу с намёком на дальнейшую карьеру и вознаграждение. В Лондоне Эмма дарит Гите на свадьбу кулон из кольца Медведя, взяв с неё клятву никогда не снимать его, дабы он напоминал Годвину о его тёмном прошлом. Йордорн выдаёт Олафу местоположение и укрепления Йомсборга, но, узнав о произошедших в городе переменах, заманивает в засаду непрошенных гостей. С помощью спрятанных под водой кувшинов с «греческим огнём», Фрейдис сжигает драккары захватчиков, а затем побеждает Олафа в поединке. Юному Свену она сохраняет жизнь и плывёт вместе с ним в Каттегат, где передаёт его матери, в обмен на мирное соглашение с Йомсборгом… |            |                                              |                 |                    |                |

### Сезон 3 (2024)
| № общий | № в сезоне | Название                                      | Режиссёр      | Автор сценария   | Дата премьеры |
| ------- | ---------- | --------------------------------------------- | ------------- | ---------------- | ------------- |
| 17      | 1          | «Семь лет спустя» «Seven Years Later»         | Дейвид Фрейзи | Рейчел Килфедер  | 11 июля 2024  |
| 18      | 2          | «Честь и бесчестие» «Honour and Dishonour»    | Дейвид Фрейзи | Джессика Синъярд | 11 июля 2024  |
| 19      | 3          | «Потерянные» «Lost»                           | Ханна Куинн   | Делинда Джейкобс | 11 июля 2024  |
| 20      | 4          | «Конец Йомсборга» «The End of Jomsborg»       | Ханн Куинн    | Алекс Стрейкер   | 11 июля 2024  |
| 21      | 5          | «Гренландия» «Greenland»                      | Джан Мэттис   | Кейти Баксендейл | 11 июля 2024  |
| 22      | 6          | «Возвращение в Каттегат» «Return to Kattegat» | Джен Мэттис   | Дана Файнару     | 11 июля 2024  |
| 23      | 7          | ««Суровый»» «Hardrada»                        | Эмер Конрой   | Дейзи Марти      | 11 июля 2024  |
| 24      | 8          | «Судьбы» «Destinies»                          | Эмер Конрой   | Деклан Кроган    | 11 июля 2024  |

## Производство

### Подбор актёров
28 ноября 2020 года стало известно, что в сериале сыграют датский актёр Кеннет Кристенсен, исландский актёр Йоуханнес Хёйкюр Йоуханнессон, шведская топ-модель Фрида Густавссон и английский актёр Дэвид Оукс.
Также в сериале снялись шведский актёр Йоаким Неттерквист, британский актёр Итан Диллон, немецкая актриса Ивонн Май, американско-хорватский актёр Горан Вишнич, английский актёр Алан Девайн, ирландские актёры Боско Хоган, Билл Мерфи и Гэвин О’Коннор. Девайн и Хоган ранее появлялись в сериале «Викинги» (Девайн — во втором, а Хоган — в пятом сезоне).

### Съёмки
Съёмки начались в начале октября 2020 года в Уиклоу (Ирландия), где ранее снимался сериал «Викинги». Съёмки были приостановлены из-за нескольких положительных тестов на COVID-19 у членов съёмочной группы, однако через несколько дней возобновились, так как результаты тестов оказались ложноположительными.
Режиссёрами стали Нильс Арден Оплев, известный по работе в сериале «Мистер Робот», и Стив Сейнт Леджер, который работал над несколькими эпизодами сериала «Викинги».
Премьера первого сезона состоялась 25 февраля 2022 года. Премьера второго сезона состоялась 12 января 2023 года. Премьера третьего сезона, ставшего финальным, состоялась 11 июля 2024 года.

## Исторические несоответствия
- Вторжения викингов в Англию в ответ на резню в День Св. Брайса, продолжавшиеся с 1003 по 1012 год, возглавлял не Кнуд Великий, а его отец Свен Вилобородый, в 1013 году сумевший окончательно установить свою власть над этой страной[9]. Между тем, король Этельред Неразумный, сумевший на короткое время вернуть себе престол в 1014 году, скончался лишь в 1016-м[10], передав власть сыну Эдмунду Железнобокому.
- Король Норвегии Олаф II Святой (995—1030) во времена походов Свена и Кнуда на Англию был ещё подростком[11], а уэссекский эрл Годвин и вовсе ребёнком[12]. Харальд Сигурдсон (Харальд III Суровый) родился лишь в 1015 году.
- Не существует никаких свидетельств о пребывании в Норвегии гренландки Фрейдис Эриксдоттир, тем более об участии её сводного (а не родного, как в сериале) брата Лейфа в походах Свена на Англию.
- Исторический ярл Хакон Эйрикссон, правивший не в вымышленном Каттегате, а в Хладире, умер лишь в 1029 году[13].
- Первая супруга Кнуда Великого Эльфгифу Нортгемптонская происходила не из Мерсии, а была дочерью элдормена Нортумбрии Эльфгельма.
- Согласно исландским сагам, в Йомсборг не допускались женщины, во всяком случае, они никогда не проживали за его стенами постоянно, тем более, не исполняли в нём жреческих функций.
- Великий князь Киевский Ярослав Мудрый, правивший в 1011—1015 годах в Новгороде, приходился Харальду Сигурдсону (Харальд III Суровый) тестем, а не дядей[14].
- Константинопольский василевс Роман III Аргир (1028—1034) занял свой трон намного позже описываемых событий и был женат на Зое, которая происходила из знатного византийского рода, равно как и её мать Елена Алипина, являвшаяся супругой предыдущего императора Константина VIII (1025—1028).
- После свержения в 1042 году императора Михаила V Калафата (а не Романа, как в сериале) Харальд Хардрада вернулся сначала на Русь, и лишь спустя три года, в 1045-м, прибыл в Норвегию, где стал соправителем Магнуса Доброго.
- Сиракузы были отвоёваны у арабов Рожером Отвилем лишь в 1061 году; причём их правитель эмир Ибн ат-Тимнах подчинился норманнам добровольно[15].
- Языческий храм в Уппсале сожжён был лишь в 1087 году конунгом Инге I Старшим.
- Предки эскимосов-калаалитов поселились в Гренландии не ранее начала XIII века, и лишь столетие спустя вступили в контакт со скандинавскими поселенцами[16].